# Greater Bendigo City
Koordinaten: 36° 45′ S, 144° 16′ O

Die City of Greater Bendigo ist ein lokales Verwaltungsgebiet (LGA) im australischen Bundesstaat Victoria um die Stadt Bendigo. Das Gebiet ist 2979 km² groß und hat etwa 110.000 Einwohner.
Greater Bendigo liegt etwa 150 km nordwestlich der Hauptstadt Melbourne im geografischen Zentrum von Victoria und schließt unter anderem folgende Ortschaften ein: Axedale, Bendigo, Derrinal, Drummartin, Elmore, Eppalock, Heathcote, Lake Eppalock, Goornong, Huntly, Kombolton, Lockwood, Marong, Neilborough, Ravenswood und Woodvale. Der Sitz des City Councils befindet sich in der Stadt Bendigo in der Mitte der LGA.
Das Shire besteht aus der Stadt, die mit über 80.000 Einwohnern nach Ballarat die zweitgrößte nicht an der Küste gelegene Stadt Victorias ist, und einigen umliegenden Ortschaften. Die Wasserversorgung der Region sichert der südöstlich von Bendigo bei Heathcote gelegene Lake Eppalock, der vom Campaspe River gespeist wird. Seit mehreren Jahren ist die touristische Nutzung des Sees wegen der anhaltenden Trockenperiode eingeschränkt.

## Verwaltung
Der Greater Bendigo City Council hat neun Mitglieder, die von den Bewohnern der neun Wards gewählt werden. Sieben dieser Bezirke, Eaglehawk, Epsom, Sandhurst, Golden Square, Flora Hill, Stathfieldsaye und Kangaroo Flat liegen im Bereich der Stadt Bendigo, die übrigen beiden sind North West Plains und Eppalock. Aus dem Kreis der Councillor rekrutiert sich auch der Mayor (Bürgermeister) des Councils.